# António Morato (football, 1964)
Pour les articles homonymes, voir António Morato.
António Morato, de son nom complet António Maurício Farinha Henriques Morato, est un footballeur portugais né le 6 novembre 1964 à Lisbonne. Il évoluait au poste de défenseur central.

## Biographie
International, il possède six sélections en équipe du Portugal. Il fait partie du groupe participant à la coupe du monde 1986.

## Carrière
- 1983-1989 :  Sporting Portugal
- 1989-1990 :  FC Porto
- 1990-1991 :  CF Belenenses
- 1991-1993 :  Gil Vicente FC
- 1993-1994 :  GD Estoril-Praia

## Palmarès
Avec le Sporting Portugal :
- Vainqueur de la Supercoupe du Portugal en 1987
- Finaliste de la Coupe du Portugal en 1987
- Vice-champion du Portugal en 1985

Avec le FC Porto :
- Champion du Portugal en 1990

## Vie privée
Il est le fils d'António Morato, aussi international, prénommé comme lui.